# Liste der Zuflüsse der Fichtenberger Rot
Liste der Zuflüsse der Fichtenberger Rot
Die Fichtenberger Rot hat nur drei Zuflüsse mit einer Länge über 5 km, nämlich den Rötenbach (von links bei Schwäbisch Hall-Wielandsweiler), den Glattenzainbach und den Rauhenzainbach (Mündungen zwischen Fichtenberg und Mittelrot); keiner von den dreien ist länger als 6,5 km. Insgesamt 15 Zuflüsse erreichen Längen über 3 km, nämlich
- der Dachsbach (4,3 km, von links bei Großerlach-Hals)
- der Kuhnbach (3,3 km, von rechts bei Großerlach-Böhringsweiler)
- der Schöntaler Bach (3,2 km mit dem längsten Quellbach, von rechts unterhalb der ehemaligen Hankertsmühle, Gemeinde Mainhardt)
- der Moosbach (4,0 km, von links bei Mainhardt-Traubenmühle)
- der Rötenbach (6,0 km, von links bei Schwäbisch Hall-Wielandsweiler)
- der Mühlbach (4,9 km, von rechts an der Oberroter Unteren Kornberger Sägmühle)
- der Maßlensbach (3,2 km, von rechts an der Oberroter Ebersberger Sägmühle)
- der Söllbach (3,5 km, von rechts an der Oberroter Obermühle)
- der Fronbach (3,0 km, von rechts in Oberrot)
- der Stiersbach (3,2 km, von links am Ortsrand von Oberrot)
- der Diebach (5,0 km, von links in Fichtenberg)
- der Glattenzainbach (6,5 km, von rechts am Ortsrand von Fichtenberg)
- der Rauhenzainbach (6,0 km, von rechts an der Fichtenberger Kronmühle)
- der Michelbach (4,4 km, von links nach Fichtenberg-Mittelrot)
- der Eichelbach (3,6 km, von rechts wenig unterhalb des vorigen).

Bei allen Längenangaben wurden ggf. die Oberläufe auf dem Hauptstrang mitgerechnet.

## Diagramm
Zuflüsse der Fichtenberger Rot ab 3 km Länge

### Zuflüsse und Seen
Hierarchische Liste der Zuflüsse und  Seen und  Hochwasserrückhaltebecken, jeweils von der Quelle zur Mündung. Gewässerlänge, Seefläche, Einzugsgebiet und Höhe nach den entsprechenden Layern auf der Onlinekarte der LUBW. Andere Quellen für die Angaben sind vermerkt.
Die schon früher den Datenquellen entnommenen Daten können teilweise etwas von den heutigen Werten dort abweichen.
Ursprung der Fichtenberger Rot beim Chausseehaus von Wüstenrot auf um 495 m ü. NN.

### Quelle bis Dachsbach
- (Bach aus dem Weihenbronner Wald), von rechts und Südwesten bei Wüstenrot-Stollenhof, ca. 0,7 km.[LUBW 5]
- (Bach am Westrand des Baurenwaldes), von links und Nordosten zwischen Stollenhof und Wüstenrot-Weihenbronn, ca. 0,2 km.[LUBW 5]
  -  Durchfließt nacheinander zwei zusammen über 0,1 ha große Teiche.
- (Bach aus dem Weihenbronner Wald), von rechts und Westsüdwesten kurz vor Weihenbronn, ca. 0,5 km.[LUBW 5]
- (Zufluss längs der L 1090 Wüstenrot–Weihenbronn), von rechts und Südwesten gegenüber Weihenbronn, ca. 0,3 km.[LUBW 5]
- (Bach aus dem Nordosten des Baurenwaldes), von links und Nordosten nach Durchqueren von Weihenbronn etwas nach der L 1090, 1,1 km.
- (Bach durch den Wald Morgenweide), von links kurz vor dem folgenden, 0,6 km.
- (Bach durch den Alten See), von rechts gegenüber der Morgenweide, 1,3 km und ca. 0,6 km².[LUBW 6]
  -  Durchfließt auf dem Unterlauf eine viergliedrige Teichkette, zusammen 1,2 ha.
- (Bach vom Wüstenrot-Finsterroter Dörfle), von links oberhalb der Wüstenroter Kläranlage, ca. 0,4 km.[LUBW 5]
- Tiefenbach, von rechts unterhalb der Wüstenroter Kläranlage, 0,8 km und 2,4 km². Zusammenfluss auf etwa 465 m ü. NHN östlich von Wüstenrot aus seinen beiden Oberläufen.
  - Rößbach, rechter Oberlauf aus dem Südwesten, ca. 1,4 km[LUBW 7] und ca. 1,1 km².[LUBW 6] Entsteht nördlich des bewaldeten Steinbergs aus dem Zusammenlauf einiger kurzer Klingenquelläste, die auf bis zu 530 m ü. NHN entspringen.
    - (Zuflüsse im Artikel)

  - Fuchsbach, linker Oberlauf aus dem Westen, ca. 1,2 km[LUBW 7] und ca. 1,1 km².[LUBW 6] Entspringt auf etwa 490 m ü. NHN in Wüstenrot dem Fuchsbrunnen.
    - (Zuflüsse im Artikel)

  -  Durchfließt auf etwa 463 m ü. NHN einen Teich bis kurz vor der Mündung, 1,0 ha.
- (Waldbach aus dem Eichwald), von rechts gegenüber der offenen Abendweide, 1,1 km.
- (Waldbach aus der Mitte des Hälsener Schlages), von rechts und Südwesten gegenüber der Abendweide, unter 0,3 km.[LUBW 5]
- (Waldbach vom Südrand des Hälsener Schlages zur Neuwiese), von rechts und Westsüdwesten gegenüber dem Aschenbühl, 0,8 km.
- Dachsbach, von links und Norden auf 447,6 m ü. NHN südlich der Mühle nach Wüstenrot-Finsterrot, 4,3 km. und 6,2 km².
- An der Dachsbach-Einmündung geht linksseitig der 1,1 km Mühlkanal zur Schloßmühle ab.

### Dachsbach bis Fuchsbach
- (Bach aus dem Glaswald), von links bei Großerlach-Hals in den Mühlkanal, 0,4 km.
- (Hangbach von Großerlach-Wiedhof), von links an der Schlossmühle in den Mühlkanal, 0,2 km.
- Kuhnbach, von links bei Großerlach-Böhringsweiler, 3,3 km.
- (Bach von südlich Großerlach-Altfürstenhütte), von rechts östlich des Weilers, 0,3 km.
  -  Speist nacheinander drei Teiche von zusammen 0,1 ha.
- (Bach nahe am Nordwestrand des Knickenwaldes), von rechts kurz vor der Steige der K 1814 aus dem Rottal nach Hohenegarten, 0,4 km.

- Altersbach, von links gegenüber dem vorigen, 1,4 km. Entsteht westlich des Gewerbegebietes bei Hohenstraßen und fließt zunächst südwestlich.
  - (Bach aus der Morgenweide), von links und Südosten, 0,6 km. Entsteht südlich des Gewerbegebietes bei Hohenstraßen.
  - Greutlebach, von rechts und Nordnordosten, 1,4 km. Entfließt einem Kleinteich am Nordrand des Waldes Greutle nordwestlich von Hohenstraßen.
    - (Nur intermittierend wasserführender Quellast), von rechts unterm Hang des Schnabelsfeldes, ca. 0,2 km.
    - (Bach aus Richtung des Sportplatzes am Westrand des Scheiterhaus), von rechts gegenüber dem Greutle, ca. 0,3 km.
    - (Nur intermittierend wasserführender Zufluss), von links, ca. 0,3 km.  Entsteht westlich von Hohenstraßen am Waldrand.
    - Scheiterhaugraben, von rechts und Westnordwesten etwa 0,5 km nordöstlich vom Großerlacher Wiedhof, 0,6 km.

  - (Bach aus dem Feldgewann Hohenstein), von links und Osten, ca. 0,6 km.
- (Intermittierender Zufluss aus dem Knickenwald), von rechts längs einer Waldstraße, ca. 0,4 km.
  - (Anderer Quellast), von rechts, 0,2 km.
- (Hangbach aus dem Rotrain), von links, ca. 0,2 km.
- Sägraingraben, von links wenig westlich der Rottalquerung der B 14, 0,6 km. Entsteht dicht beim Dorf in einem kleinen Hain zwischen Hohenegarten und der B 14.
- Großerlacher Bach, von rechts am Westrand der B 14, 2,4 km.
Ein kleiner Mündungsast gabelt schon etwa 250 m südwestlich dieser Mündungsstelle links ab und läuft dann als kleines, aber mäandrierendes Wiesengerinne ca. 100 m oberhalb und damit noch vor dem Sägraingraben der Rot zu. Quelle im Neubruch wenig nördlich von Großerlach-Kleinerlach.
  - (Anderer Quellast), von rechts aus einer Waldmulde unmittelbar südöstlich von Kleinerlach, ca. 0,4 km.
  - (Waldbach), von rechts aus der Waldmulde Großstück zwischen Klein- und Großerlach, 0,6 km.
    - (Zufluss im Großstück), von rechts, 0,1 km.
    - (Hangbach im Großstück), von rechts, 0,1 km.

  - (Hangbach vom Norden Großerlachs), von rechts an der Bachquerung der Dorfverbindungsstraße Großerlach–Neufürstenhütte, 0,2 km.
  - (Intermittierender Zufluss), von rechts dem Ostrand des Waldes Schelmenklinge entlang, 0,3 km.
  - (Bach aus Neufürstenhütte),[1] von links im Knickenwald, 1,6 km.
    - Zufluss aus Nordwesten, von links in der Klinge unterhalb der Kläranlage, 0,5 km.
    -  Durchläuft im Knickenwald einen 0,3 ha großen Teich.

  - (Klingenbach vom Gollenhof her), von rechts, ca. 0,4 km.
    -  Durchläuft in seiner Klinge zwei Teiche, zusammen 0,1 ha große Teiche.
- Scheiternbach, von links etwa 0,3 km östlich der Totbrücke der B 14, 0,5 km.
  - (Zufluss aus dem Norden), von rechts, 0,2 km.
- Stammbach, von links, 2,5 km. Entsteht in der Flur südlich von Mainhardt-Nüßlenshof.
  - (Zufluss aus der Flur südlich des Waspenhofs), von links im beginnenden Wald, 0,3 km.
  - (Intermittierender Zufluss), von rechts und Westen längs des Waldrandes, 0,3 km.
  - (Zufluss durch den nördlichen Steinkreuzwald), von links, 0,4 km.
  - (Zufluss durch den südlichen Steinkreuzwald), von links kurz vor dem Westknick des Bachs, 0,3 km.
  - Gugagengraben, von rechts im Südwesten des Birkenbuschs, 1,4 km. Entsteht südlich der Siedlungszeile um die Mainhardter Hohe Straße und wird am Wald- und Klingeneintritt von der Gugabenquelle gespeist.
    - (Zufluss aus Richtung Hohenegarten), von rechts, 0,3 km.
    - (Zufluss vom Stammbachrain), von links, 0,3 km.
- (Bach von nördlich der Flurkuppe Vogelherd), von rechts, 0,4 km.
- Fuchsbach, von rechts und Südwesten bei Großerlach-Liemersbach gegenüber der Mainhardter Neusägmühle, 2,4 km. Entsteht am Hang östlich unterhalb von Großerlach.
  -  Speist unterhalb des Großerlacher Talsportplatzes drei Teiche von zusammen weniger als 0,2 ha Fläche.
  - (Zufluss aus dem Waldgewann Langmähder), von rechts, 0,2 km.
  -  Durchfließt einen Teich von 0,1 ha Fläche.
  - (Hangbach aus dem Langmähder), von rechts, 0,2 km.
  - (Zufluss aus dem Langmähder), von rechts, 0,1 km.
  - (Klingenbach), von rechts vom Westrand der Neuwiesen, 0,2 km.
  -  Speist nacheinander vier Teiche von zusammen mehr als 0,2 ha Fläche.
  - Wolfsmahdgraben, von links vom Großerlacher Höhensportplatz bei der Schule her, von links, 0,6 km.
  -  Speist zwei Teiche von zusammen 0,2 ha Fläche.
  - Kohlhaubächle, von rechts und Südwesten, 1,1 km. Entsteht südlich der Neuwiesen und folgt lange ihrem Ostrand.
  - Heubächle, von rechts am Westrand von Großerlach-Liemersbach, 1,4 km. Entsteht im Hirkenschlag.
    - (Anderer Quellast), von links, ca. 0,5 km.
    - (Hangquellgerinne), von rechts im Kohlhäu, ca. 0,1 km.

### Fuchsbach bis Rötenbach
- (Bach zwischen Rotschlag und Tannenwald), von links unterhalb der Neusägmühle, 0,6 km.
- → (Abgang des Mühlkanals zur Mainhardter Hammerschmiede), nach links, 0,3 km.
- (Bach am Westrand Liemersbacher Hammerbergs), von rechts in die Rot selbst, 0,8 km.
- Ochsenbächle, von rechts in die Rot selbst unmittelbar oberhalb der Hammerschmiede, 2,5 km. Entsteht einen Steinwurf östlich von Großerlach-Erlach am Hang des Waldgewanns Lämmersbach.
  - (Zeitweiliger Zufluss aus dem Süden), von rechts gegenüber der Südspitze der Liemersbacher Flurinsel, 0,4 km.
  - (Zeitweiliger Zufluss aus dem Südosten), von rechts im Lämmersbach, 0,5 km.
  - (Zeitweiliger Zufluss aus dem Süden), von rechts bei einer Waldweg-Dreifachgabel am Nordrand des Lämmersbachs, 0,3 km.
  - (Zeitweiliger Zufluss aus dem Süden), von rechts am Nordrand des Lämmersbachs, 0,3 km.
  - (Parallelgraben), von links am Nordrand des Lämmersbachs, 0,2 km.
    - (Hangbach aus der Wiesenflur), von rechts gegenüber dem vorigen, 0,2 km.

  - Fünfklingenbach, von rechts am Nordrand des Lämmersbachs, 0,9 km. Entsteht nördlich der Hohen Brach.
    - (Zeitweiliger Waldhangbach), von links am Ostrand des Lämmersbachs, 0,3 km.
    - (Zeitweiliger Waldklingenbach durch die Geistklinge), von rechts am Ostrand des Lämmersbachs, 0,5 km. Entsteht nördlich der Hohen Brach.
    - (Waldbach), von rechts nordöstlich des Lämmersbachs, 0,3 km.

  - (Waldbach), von rechts gegenüber dem Hammerberg, 0,5 km.
- (Zeitweiliger Klingenbach aus dem Tannenwald), von links an der Hammerschmiede in den Kanal, 0,4 km.
- ← (Rücklauf  des Mühlkanals zur Mainhardter Hammerschmiede), von links an dieser, 0,3 km.
- (Waldklingenbach längs dem Ostrand des Tannenwalds), von links nach der Hammerschmiede, 0,4 km.
- (Waldklingenbach aus dem Greut), von rechts vor Mainhardt-Rösersmühle, 0,4 km.
- → (Abgang des Mühlkanals zur Rösersmühle), nach links.
- Wehrbächle, von rechts und Süden an der Rösersmühle in die Rot selbst, 0,9 km. Entsteht im Waldgewann Schöntal.
- (Bach durchs Lumpenloch), von links in den Kanal zur Rösersmühle, 0,9 km.
  - (Zufluss durch die Olgaschlucht), von links im Lumpenloch, 0,2 km.
  - (Zeitweiliger Zufluss durch den Mönchswald), von links bei Mainhardt-Altmönchsberg, 0,4 km.
- ← (Rücklauf des Mühlkanals zur Rösersmühle), von links, 0,2 km.
- Die Rot speist unterhalb des Großerlacher Talsportplatzes drei Teiche von zusammen 0,4 ha Fläche.
- (Bach durch die Palmklinge), von rechts, 1,5 km. Entspringt etwa 0,7 km westlich von Großerlach-Schöntalhöfle.
  - (Zeitweiliger Zufluss), von links, 0,2 km.
  - (Zufluss von Westen), von links, 0,5 km.
  - (Zufluss in der oberen Palmklinge), von rechts, 0,3 km.
- Die Rot speist am letzten Zufluss einen Teich, 1,1 ha mit kleiner Bauminsel.

- (Zufluss aus dem östlichen Palmbaum), von rechts auf Höhe des Seeendes, 0,3 km.
- Kümmelsbach, von links an der ehemaligen Hankertsmühle, 1,9 km. Entsteht etwa 0,2 km südöstlich der Siedlungsgrenze von Mainhardt-Waspenhof.
  - (Zeitweiliger Zufluss am Westrand der Flurbucht Herrenstück), von links 0,3 km nördlich von Mainhardt-Mönchshof, 0,3 km.
- (Zufluss aus der Flurinsel Neuer See), von links an der ehemaligen Hankertsmühle, 0,8 km.
- Schöntaler Bach, von links nach der Kurve der Rot an der Hankertsmühle, 2,7 km, mit längstem Quellast 3,0 km. Entsteht am Nordostabhang der Hohen Brach, die höchste Quelle liegt auf etwa 570 m ü. NN.
  - (Zuflüsse im Artikel)
- (Zufluss aus dem Hirtengarten), von rechts, 0,3 km.
- → (Abgang des Mühlkanals zur Mainhardter Traubenmühle), nach links auf den Rotwiesen
- Katzenbach durch die Katzenklinge, von rechts gleich nach dem Kanalabgang in die Rot selbst, 1,0 km. Entsteht nördlich von Großerlach-Schönbronn in einer Hecke.
  - Intermittierend fließender Teichauslauf, von rechts, 0,3 km.[2] Ist Ausfluss eines 0,2 ha großen Teichs im Waldgewann Kohl.
- Moosbach (im Unterlauf auch Sägmühlebach), von links an der Traubenmühle in den Mühlkanal, 4,0 km. Entsteht als Ausfluss des Lammsees im Ortsbereich von Mainhardt.
  - (Zuflüsse im Artikel)
- ← (Rücklauf des Mühlkanals zur Mainhardter Traubenmühle), von links, 0,6 km
- (Bach durch die Gaulsklinge), von rechts unmittelbar vor dem folgenden Kanalabgang, 0,6 km.
- → (Abgang des Mühlkanals zur Mainhardter Scherbenmühle), nach rechts.
- ← (Rücklauf des Mühlkanals zur Mainhardter Scherbenmühle), von rechts nach dieser.0,4 km
- (Auengraben), von links zu Füßen des Schwäbisch Hall-Wielandsweiler Buchhofs, 0,2 km.
- → (Abgang des Mühlkanals am Ortsrand von Wielandsweiler), nach links.
- ← (Rücklauf des Mühlkanals am Ortsrand von Wielandsweiler), von rechts nach dieser.0,3 km, von links
- Rötenbach, von links am Südrand von Wielandsweiler, 5,3 km. Entsteht nach LUBW-FG10 südlich der B 14 unmotiviert am Auslaufgewässer des Mainhardt-Bubenorbiser Egelsees, der nördlich der Straße liegt.
  - (Zuflüsse im Artikel)

### Rötenbach bis Fichtenberg
- (Bach durch die Eselsklinge), von links am Abgang des Mühlkanals zur Oberen Kornberger Sägmühle, 0,4 km.
- →← (Abgang und Rücklauf des Mühlkanals zur Oberen Kornberger Sägmühle), nach und von links, 0,5 km langen Mühlkanals.
- →← (Abgang und Rücklauf des Mühlkanals zur Hammerschmiede), nach und von links, 0,2 km
- (Bach aus der Klinge nördlich des Dunkelgreuts), von links, 0,7 km.
- Lausklingenbächle durch die Lausklinge, von links, 0,5 km.
- Mühlbach, von rechts auf 367,9 m ü. NN[3] an der Unteren Kornberger Sägmühle, 4,9 km. Mitsamt längstem Quellast Aschenbach; ohne diesen ab dessen Zusammenfluss mit dem Morbach auf 402,4 m ü. NN[3] nur ca. 2,1 km.
  - (Zuflüsse im Artikel)
- → (Abgang des Flutgrabens zur Ebersberger Sägmühle), nach links
- (Bach durch die Waizlesklinge), von rechts zwischen Badhaus und Ebersberger Sägmühle, 0,7 km.
- Maßlensbach, von rechts kurz vor der Ebersberger Sägmühle, 3,2 km. Entspringt als Heiligenbach unmittelbar östlich der Waldwiese nördlich des Oberrot-Wolfenbrücker Steinbühls im Heiligenwald.
  - (Zuflüsse im Artikel)
- ← (Rücklauf des Flutgrabens zur Ebersberger Sägmühle), von links, 0,5 km
- Söllbach, von links an der Obermühle, 3,5 km.
  - (Zuflüsse im Artikel)
- → (Abgang des Mühlkanals zur Obermühle), nach links
- (Bach durch die Klinge zwischen Kesselfeld und Kreuzäcker)[4], von rechts in die Rot selbst, 0,4 km.
- ← (Rücklauf des Mühlkanals zur Obermühle), von links, 0,3 km
- Sandbrunnenbach durch die Geigersklinge (?), von rechts an einer Feldbrücke, 0,7 km.
- Passiert links liegende verzweigte Auengräben mit sumpfigem Altarmrest westlich der Amselhalde, maximale flussparallele Länge etwa 0,6–0,7 km.
- (Bach durch die Lochklinge), von rechts in die Rot selbst, 1,0 km. Entsteht am südöstlichen Ortsrand von Oberrot-Ebersberg.
- Wimbach durch die Haldenklinge, von rechts kurz vor der Neumühle, 1,5 km. Entsteht am Rand der K 2609 zwischen Eberberg und der Ziegelhütte.
- → (Abgang des Flutkanals gegenüber der Neumühle), nach links
- Finsterklingenbach durch die Finsterklinge, von links in den Flutkanal gegenüber der Neumühle, 1,9 km. Entsteht am Westrand von Hohenhardtsweiler.
- ← (Rücklauf des Flutkanals gegenüber der Neumühle), von links, 0,1 km
- → (Abgang des Mühlkanals zur Altmühle), nach rechts
- (Auengraben vom Hangfuß des Weinbergs), von links gleich nach dem vorigen, 0,2 km.
- ← (Rücklauf des Mühlkanals zur Altmühle), nach rechts, 0,7 km
- Fronbach, von rechts an der Rotbrücke der Rottalstraße L 1050, 3,0 km. Entsteht am Nordrand der Zwei Geren neben der K 2609 und durchquert die Mitte Oberrots.
  - (Zuflüsse im Artikel)
- Stiersbach, von links am südöstlichen Ortsrand von Oberrot neben einer Straßenbrücke über die Rot, 3,2 km auf dem Strang Erbsenbach → Stierbach. Der Erbsenbach entspringt dem Erbsenbrunnen wenig nordöstlich von Hohenhardtsweiler auf etwa 485 m ü. NN.
  - (Zuflüsse im Artikel)
- Wiesenbach, von rechts auf 347,5 m ü. NN gegenüber dem Brühl des Oberroter Ortsteils Hausen an der Rot, 1,9 km. Entsteht am Waldrand des Brandenwasens zur Flurbucht Sumpf nordöstlich von Oberrot-Jaghaus auf etwa 450 m ü. NN.
  - (Quellast aus der Ernstenklinge), von rechts auf etwa 375 m ü. NN bei Oberrot-Wiesenbach, 0,6 km. Entsteht im Hangwald zwischen Wiesenbach und Jaghaus auf etwa 440 m ü. NN.
  - (Zufluss), von rechts und Südwesten auf etwa 370 m ü. NN bei Oberrot-Wiesenbach, etwa 0,7 km. Entsteht am Hang zwischen Wiesenbach und Oberrot-Ernstenhöfle auf etwa 455 m ü. NN.
  - Passiert wenig danach einen Teich rechts am Lauf, 0,3 ha.
- (Waldzufluss aus dem Südwesten), von rechts kurz danach auf 347 m ü. NN, 0,9 km. Entsteht in der Nähe des abgegangenen Sumpfhofes auf etwa 465 m ü. NN.
- Luzenfeldgraben, von links vor der Hausener Kläranlage auf unter 347 m ü. NN, 0,4 km. Entsteht unterhalb des Oberroter Greuthofs.
- (Bach aus der Heiligenklinge), von rechts fast noch gegenüber der Hausener Kläranlage, 1,7 km. Entsteht östlich des Harnersbergs auf etwa 468 m ü. NN.

### Fichtenberg bis Mündung
- Wörbelbächle, von rechts auf etwa 343 m ü. NHN gegenüber dem Fichtenberger Bahnhof, unter 0,8 km und ca. 0,3 km².[LUBW 6] Entsteht nordöstlich von Fichtenberg-Vorderlangert auf etwa 440 m ü. NHN.
- → (Abgang des Fichtenberger Mühlkanals), nach links
- Dappach, von rechts auf etwa 342 m ü. NHN kurz vor der um 2010 neugebauten Fichtenberger Rotbrücke der ausgebauten L 1066 in die Rot selbst, 2,5 km und 1,5 km². Entsteht am Waldrand des Burkhardtsgehrn zu den Fichtenberger Wasserhäusern auf etwa 463 m ü. NN und durchfließt vor der Mündung in offenem Lauf ein Neubaugebiet.
  - (Zuflüsse im Artikel)
- ← (Rücklauf des Fichtenberger Mühlkanals), von links gleich nach dem vorigen und nach der Rotbrücke der L 1066, 0,3 km.
- Diebach, im Oberlauf Steinbach, von links gleich danach durch Fichtenberg an Flussbrücke der Tälesstraße, 5,0 km. Entsteht an der Schwarzen Lache bei den mittleren Höfen von Oberrot-Stiershof auf etwa 517 m ü. NN.
  - (Zuflüsse im Artikel)
- Glattenzainbach, von rechts vor der Fichtenberger Kläranlage gegenüber dem Sportplatz, 6,5 km. Entsteht bei Gschwend-Hengstberg auf etwa 550 m ü. NN.
  - (Zuflüsse im Artikel)
- (Altarm ohne Zufluss), von links kurz vor der Fichtenberger Kronmühle, 0,2 km.
- (Auengraben), von links an der Kronmühle, 0,9 km. Entsteht am Sportplatz.
- Rauhenzainbach, von rechts gleich unterhalb der Kronmühle auf 336,4 m ü. NN, 6,0 km. Entsteht nordöstlich von Gschwend-Horlachen auf etwa 495 m ü. NN.
  - (Zuflüsse im Artikel)
- Kroppach, von links bei Fichtenberg-Mittelrot auf etwa 334 m ü. NHN an der Rotbrücke zum Reutehaus, 1,0 km und ca. 0,4 km².[LUBW 6] Entsteht auf etwa 375 m ü. NHN in den Riegeläckern.
- (Auenzufluss aus den Lochwiesen), von rechts nach Mittelrot, 0,3 km. Entwässert eine 0,1 ha große Wasserlache am Hangfuß. Schlägt ein halbes Dutzend baumbestandene Schlingen.
- (Auengraben vom Rand der Gaildorfer Straße), von links gegenüber dem vorigen, 0,3 km.
- Michelbach, im Oberlauf Erlenbach, von links in den Kreuzwiesen, 4,4 km. Entspringt östlich des Fichtenberger Erlenhofs am Südrand des Haftelwaldes auf etwa 465 m ü. NN dem Haftelbrunnen.
  - (Zuflüsse im Artikel)
- (Zwei Altarmreste in den Kreuzwiesen), von links beidseits eines Feldweges, 0,3 km und 0,2 km.
- Eichelbach, von rechts unmittelbar nach den vorigen, 3,6 km. Entspringt nordöstlich von Gschwend-Honkling auf etwa 470 m ü. NN, läuft anfangs durch die Eselsklinge und passiert kurz vor dem Rottaleintritt zu deren Rechten den Turmberg mit dem Burgrest der Burg Rötenberg.
  - (Zuflüsse im Artikel)
- Braunsbach, von rechts und Südwesten auf etwa 330 m ü. NHN kurz danach auf Gaildorf-Unterroter Gemarkung, 1,0 km und ca. 0,3 km².[LUBW 6] Entspringt am Waldhang unter dem Hofwiesenwald auf etwa 440 m ü. NHN.
- → (Abgang eines Seitengrabens), nach links längs einem Feldweg.
- Schelbach, von rechts und Südwesten auf etwa 322 m ü. NHN etwa 0,7 km westlich der Ortsmitte von Unterrot, 1,4 km[LUBW 1] und etwa 0,7 km².[LUBW 6] Entspringt nordöstlich von Unterrot-Reippersberg am oberen Ende der Straßensteige der B 298 auf etwa 460 m ü. NHN.
  - (Zuflüsse im Artikel)
- → (Abgang des Mühlkanals zur Unterroter Sägmühle), nach rechts
- ← (Rücklauf des Seitengrabens), von links in die Rot selbst, 0,9 km.
- ← (Rücklauf des Mühlkanals zur Unterroter Sägmühle), von rechts kurz vor dem Rotsteg oberhalb der Brücke der B 298 auf 328,6 m ü. NN, 0,3 km.
- Spitzelbach, von rechts und Südsüdwesten auf etwa 328 m ü. NN bei Unterrot neben der Rotbrücke der eingestellten Oberen Kochertalbahn, 2,0 km und ca. 1,0 km².[LUBW 5] Entsteht in der oberen Rußklinge auf etwa 455 m ü. NHN.
  - (Zuflüsse im Artikel)

Mündung der Fichtenberger Rot beim Gaildorf-Unterroter Umspannwerk auf 326,2 m ü. NN von links und zuletzt Südwesten in den Kocher.

### LUBW
Amtliche Online-Gewässerkarte mit passendem Ausschnitt und den hier benutzten Layern: Lauf und Einzugsgebiet der Fichtenberger Rot

Allgemeiner Einstieg ohne Voreinstellungen und Layer: Daten- und Kartendienst der Landesanstalt für Umwelt Baden-Württemberg (LUBW) (Hinweise)
1. 1 2  Länge nach dem Layer Gewässernetz (AWGN).
2. ↑  Seefläche nach dem Layer Stehende Gewässer.
3. ↑  Einzugsgebiet nach dem Layer Basiseinzugsgebiet (AWGN).
4. ↑  Höhe nach dem Höhenlinienbild auf dem Hintergrundlayer Topographische Karte.
5. 1 2 3 4 5 6 7  Länge abgemessen auf dem Hintergrundlayer Topographische Karte.
6. 1 2 3 4 5 6 7  Einzugsgebiet abgemessen auf dem Hintergrundlayer Topographische Karte.
7. 1 2  Länge nach dem Layer Gewässernetz (AWGN), ergänzt um ein kleines, auf der Gewässerkarte nicht berücksichtigtes Anfangsstück, das auf dem Hintergrundlayer Topographische Karte abgemessen wurde.

### Andere Belege und Anmerkungen
1. ↑  Die Gewässerkarte benennt ihn als „Wassergraben ‚Zum Großerlacher Bach‘“, was eher denn als üblicher Name sich als die Ad-hoc-Bildung eines Befragten anhört.
2. ↑  Gegenüber LUBW-FG10 bis zum See hoch verlängert, da der unmittelbare Auslauf auf den Orthophotos am Begleitgehölz erkennbar ist.
3. 1 2  Höhenangabe in Schwarz auf der TK25, passend zum Höhenlinienbild.
4. ↑  Die LUBW-FG10 nennt den Bach nach der Geigersklinge, offenbar ein Versehen, siehe den folgenden Zulauf.